# Крёльпа-Лёбшюц
Крёльпа-Лёбшюц (нем. Crölpa-Löbschütz) — бывшая община (коммуна) в Германии, в земле Саксония-Анхальт. 
Входила в состав района Бургенланд. Подчинялась управлению Бад Кёзен. Население составляло 546 человек (на 31 декабря 2006 года). Занимала площадь 7,82 км².
В состав общины входили деревни Крёльпаб, Фрайрода, Крайпицш, Лёбшюц и Хайлигенкройц.
1 января 2010 года община была упразднена, а входившие в неё населённые пункты вошли в состав города Наумбург (Заале).